# Ljubomir Vranjes
Ljubomir Vranjes (ur. 3 października 1973 w Göteborgu) – szwedzki piłkarz ręczny pochodzenia serbskiego, wielokrotny reprezentant kraju, grał jako środkowy rozgrywający. Wicemistrz Olimpijski z Sydney (2000), a także mistrz Świata (1999) oraz trzykrotny mistrz Europy (1998, 2000, 2002).
Obecnie trener występującego w Bundeslidze SG Flensburg-Handewitt.
Karierę zawodniczą zakończył w 2009 r. Od 2013 r. jest również szkoleniowcem męskiej reprezentacji Serbii.

## Sukcesy

### reprezentacyjne
- Igrzyska Olimpijskie:
  -  2000
- Mistrzostwa Świata:
  -  1999
- Mistrzostwa Europy:
  -  1998, 2000, 2002

### klubowe
- Mistrzostwa Szwecji:
  -  1993, 1995, 1996, 1997, 1998
- Liga Mistrzów:
  -  2007